# Opel Grandland X
Opel Grandland — кроссовер, выпускающийся под немецким брендом Opel, входящим во французский концерн PSA. Автомобиль был представлен в середине апреля 2017 года, а публичная премьера состоялась на Международном автосалоне во Франкфурте-на-Майне в сентябре 2017 года.

## Первое поколение (2017)
Планы на Grandland X были известны еще в мае 2012 года, прежде чем PSA Peugeot Citroën официально заявила в декабре того же года, что выпустит возможную замену Zafira. 
Grandland X был официально представлен 18 апреля 2017 года как флагманский кроссовер Opel, а его премьера состоялась на Франкфуртском автосалоне 2017 года .  Opel начал принимать заказы на Grandland X в июне 2017 года, а к сентябрю 2018 года было сделано более 100 000 заказов. 
Grandland I основан на платформе PSA EMP2 , которая используется совместно с родственными моделями, включая Peugeot 3008 II , Peugeot 5008 II , DS 7 Crossback и Citroën C5 Aircross .  Однако его интеллектуальная собственность на дизайн была зарегистрирована General Motors , поскольку автомобиль был разработан под ее собственностью
В июне 2021 года Grandland X подвергся фейслифтингу и был переименован в Opel Grandland без суффикса «X». Изменения включают в себя переднюю панель Opel Vizor (дебют на Mokka ), новую технологию матричного светодиодного освещения, обновленный интерьер с новой компоновкой с двумя сенсорными экранами, новый селектор передач для автоматической коробки передач и дополнительные функции безопасности.  

## Второе поколение (2024 г.)
Grandland второго поколения был официально представлен 22 апреля 2024 года и является третьим автомобилем, 
основанным на платформе STLA Medium от Stellantis.  

### Обзор
Grandland заимствует элементы дизайна у концепт-кара Opel Experimental. Имеется передняя панель 3D Visor с подсветкой логотипа, система освещения Intelli-Lux Pixel HD, возможность двухцветной окраски кузова и подсвеченная надпись бренда в центре задних фонарей во всю ширину (впервые на автомобилях Opel/Vauxhall). модель). 
В интерьере использованы 100% перерабатываемые материалы для ткани и обивки. Имеется центральный сенсорный экран с диагональю 16 дюймов (41 см), небольшая полностью цифровая приборная панель, проекционный дисплей Inte 
lli-HUD , функция Intelli-Seat на передних сиденьях, сертифицированная «Aktion Gesunder Rücken e. V.», а также режим Pure Mode, который уменьшает содержимое трех дисплеев, чтобы исключить отвлекающие факторы в определенных условиях вождения. 
В Grandland есть внутренние помещения объемом более 35 л (1,2 куб. Фута). Главными изюминками являются Pixel Box с освещенной полупрозрачной стеклянной поверхностью, окружающей тканевую обивку, и гнездом для беспроводного зарядного устройства для смартфона за стеклянной частью. 
Он будет предлагаться с мягким гибридным силовым агрегатом , подключаемым гибридом и аккумуляторным электромобилем. 

## Общие сведения
Продажи Opel Grandland X в Европе стартовали в октябре 2017 года по цене от 23 700 евро. Кроссовер разработан и построен на одной платформе со вторым поколением Peugeot 3008, с которым он использует платформу EMP2.
Производство автомобиля стартовало на заводе PSA в Сошо, Франция, а в середине 2019 года было перенесено на завод Opel Eisenach. В Великобритании Grandland X продается под торговой маркой Vauxhall. В конце 2019 года Opel Grandland X (а также Opel Zafira Life и Opel Vivaro C) стал первым автомобилем Opel, который вернулся на российский рынок после перерыва с 2015 года. Весной 2024 года показали 2 поколение автомобиля.

## История
О том, что концерн разрабатывает модель, которая станет преемником Opel Meriva B, стало известно в декабре 2012 года. Год спустя было объявлено, что сотрудничество немецкого концерна с PSA в сегменте малых автомобилей будет прекращено, однако в сегменте легких коммерческих автомобилей его, напротив, усилят.
Grandland X стал вторым автомобилем после Crossland X, появившимся на рынке в результате этого сотрудничества.

## Продажи
- В первый год (2017) в Германии было продано 3 236 Grandland X, треть из которых (1 135) — с дизельными двигателями.
- В 2018 году было продано 16 409 автомобилей, 5 376 из которых оснащены дизельным двигателем.
- В 2019 году было зарегистрировано 20 730 продаж Grandland X. 5 298 из них имели дизельный двигатель, а 93 — подключаемый гибридный привод[5].

Кроссовер Opel Grandland X для российского рынка импортируется из Германии.